# C.J. Chenier
Clayton Joseph (C. J.) Chenier (né Clayton Joseph Thompson), fils de Clifton Chenier, est un accordéoniste américain né à Port Arthur (Texas) (près de Houston) le 28 septembre 1957.
Il est élevé par sa mère et a très peu de contacts avec son père. Il apprend le clavier et surtout le saxophone et joue dans diverses formations, jusqu'à ce que son père l'appelle à se joindre à lui en 1978. Il devient le saxophoniste du groupe, puis la santé de Clifton Chenier se faisant de plus en plus déclinante, il passe à l'accordéon et remplace son père au cours des bals. À la mort de celui-ci en 1987, il reprend le flambeau.

## Discographie
- Hot Rod, (Slash/Umgd), 1990.
- My Baby Don't Wear No Shoes, (Arhoolie Productions), 1992[1].
- Too Much Fun, (Alligator Records), 1994.
- The Big Squeeze, (Alligator Records), 1997.
- Step It Up!, (Alligator Records), 2004.
- The Desperate Kingdom Of Love, 2006.